# تل نبع الليطاني
تل نبع الليطاني، هو موقع أثري يقع على بعد 9 كيلومترات (5.6 ميل) غرب بعلبك في شمالمحافظة بعلبك الهرمل في لبنان يقع بالقرب من الينابيع وهو المصدر الرئيسي لنهر الليطاني على ارتفاع 1002 متر (3,287 قدم).

## الحفريات
تم دراسة الموقع الأركيولوجي لأول مرة من قبل لورين كوبلاند وبيتر ويسكومب في عام 1965-1966 ويمكن الوصول إلى الموقع عبر طريق يذهب من حوش برادة في انجاه اليسار.
شملت المواد التي عُثر عليها في الموقع أدوات الصوان مثل آلات كاشطة وشفرات وقطع من المنجل مجزأة. كما تم العثور على أواني الفخار وشظايا مصقولة ومرسومة حمراء، بعضها مزخرف بزخارف منقوشة تشبه المواد المكتشفة من جبيل وأرض طلالي، التي قادت تحليلات وتوقعات لورين كوبلاند وبيتر ويسكومب إلى طرح فرضية انتمائها إلى العصر الحجري الحديث المتأخر، الممتد إلى العصر البرونزي.